# Jo Ann Harris
Jo Ann Harris (Los Ángeles, 27 de mayo de 1949) es una actriz estadounidense.

## Biografía
Nacida en Los Ángeles,  es conocida por su papel en la película de 1971 The Beguiled, donde interpretó a Carol, niña de 17 años que seduce al personaje de Clint Eastwood. Sus otras películas incluyen  Maryjane (1968), El Gay Deceivers (1969), The Sporting Club (1971), The Parallax View (1974), Rape Squad (1974), Cruise Into Terror (1978), y Deadly Games (1982). También dio voz a varios personajes de la serie Los Simpson y fue la voz de Tina en la serie de 1973 de Hanna-Barbera, Gobber y los Cazafantasmas. 
Interpretó a Susan Baker en el episodio "Grand Theft House" de la primera temporada en Adam-12 y a Kitty en el episodio "The Sand Trap" del drama policiaco de la ABC Nakia. Interpretó a la amiga de Michael Douglas en el episodio "The Victims" en la segunda temporada de The Streets of San Francisco. Fue coprotagonista en la serie policiaca de 1977 de ABC Most Wanted (protagonizado por Robert Stack), así como un pequeño papel en la miniserie de televisión Rich Man, Poor Man.